# Youcef Ghazali
Pour les articles homonymes, voir Ghazali (homonymie).
Youcef Ghazali (né le 24 janvier 1988 à Ben Badis, près de Sidi Bel Abbès, en Algérie, est un footballeur algérien.qui joue actuellement en championnat Amateur avec le CR Temouchent.

## Statistiques
| Saison                | Club                  | Championnat           | Championnat | Championnat | Coupe(s) nationale(s) | Coupe(s) nationale(s) | Total | Total |
| Saison                | Club                  | Division              | M.          | B.          | M.                    | B.                    | M.    | B.    |
| 2007-2008             | WA Tlemcen            | 1                     | 5           | 0           | 1                     | 0                     | 6     | 0     |
| 2008-2009             | WA Tlemcen            | 2                     | 27          | 11          | 5                     | 5                     | 32    | 16    |
| 2009-2010             | WA Tlemcen            | 1                     | 29          | 12          | 3                     | 2                     | 32    | 14    |
| Sous-total            | Sous-total            | Sous-total            | 61          | 23          | 9                     | 7                     | 70    | 30    |
| 2010-2011             | ES Sétif              | 1                     | 14          | 3           | 2                     | 0                     | 16    | 3     |
| 2011-2012             | ES Sétif              | 1                     | 16          | 1           | 5                     | 0                     | 21    | 1     |
| Sous-total            | Sous-total            | Sous-total            | 30          | 4           | 7                     | 0                     | 37    | 4     |
| 2012-2013             | ASO Chlef             | 1                     | 12          | 1           | -                     | -                     | 12    | 1     |
| 2012-2013             | WA Tlemcen            | 1                     | 11          | 2           | -                     | -                     | 11    | 2     |
| 2013-2014             | USM Bel Abbès         | 2                     | -           | 4           | -                     | -                     | 0     | 4     |
| 2014-2015             | USM Bel Abbès         | 1                     | 24          | 2           | -                     | -                     | 24    | 2     |
| 2015-2016             | USM Bel Abbès         | 2                     | -           | 4           | -                     | -                     | 0     | 4     |
| 2016-2017             | USM Bel Abbès         | 1                     | 9           | 1           | -                     | -                     | 9     | 1     |
| Sous-total            | Sous-total            | Sous-total            | 33          | 11          | -                     | -                     | 33    | 11    |
| 2016-2017             | JS Saoura             | 1                     | 3           | 1           | -                     | -                     | 3     | 1     |
| Total sur la carrière | Total sur la carrière | Total sur la carrière | 118         | 42          | 16                    | 7                     | 134   | 49    |

## Distinction
- Champion d'Algérie de deuxième division avec le WA Tlemcen en 2009
- Vainqueur de la supercoupe de l'UNAF avec ES Sétif en 2010
- Vainqueur de la coupe d'Algérie avec ES Sétif en 2012